# ムハンマド・バディーウ

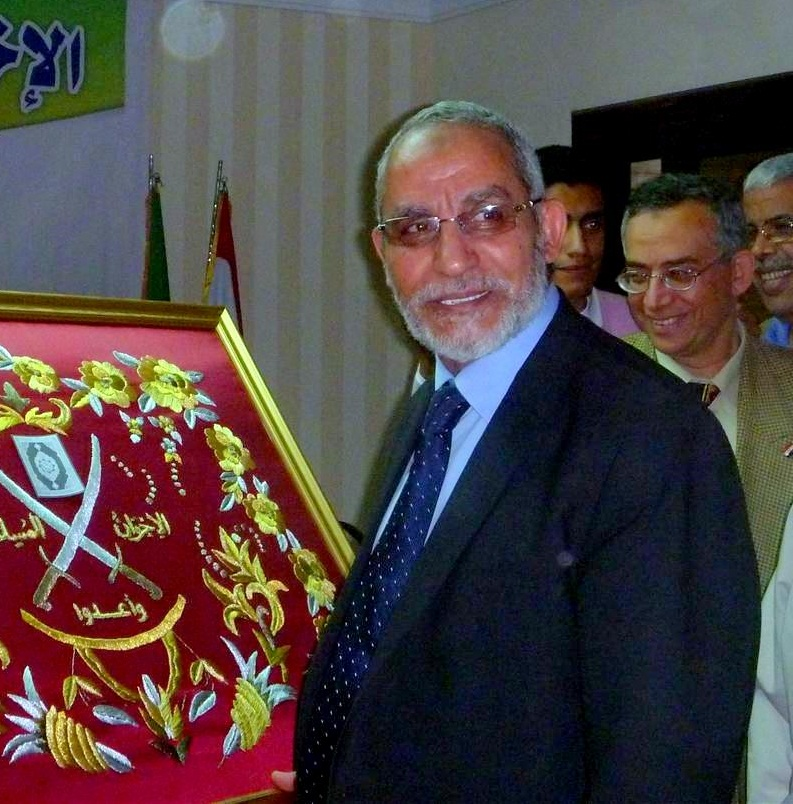
ムハンマド・バディーウ

ムハンマド・バディーウ・アブドゥルマギード・サーミー（アラビア語: محمد بديع عبد المجيد سامي、Mohamed Badie Abdul Mageed Samy、1943年8月7日 -, ）は、エジプトの学者、政治家。イスラーム主義組織・ムスリム同胞団の第8代目最高指導者を2010年1月16日からつとめている。バディーアとも表記される。
ガルビーヤ県エル＝マハッラ・エル＝コブラ出身。カイロ大学卒、獣医学博士（ザガジグ大学）、現ベニ・スエフ大学教授、1999年に世界の偉大なアラブ人科学者100人の一人に選ばれている。
イスラーム主義者であるが、キリスト教徒との関係を重視している。同胞団として、コプトのクリスマスに教会を防衛する活動を行ったほか、自身も革命後初のクリスマスの式典に同胞団の代表団の一員として出席した。対外関係においては、2012年1月12日、アメリカのジミー・カーター元大統領と会談している。
2013年エジプトクーデターでは、7月4日にマルサ・マトルーフで逮捕され、カイロに連行されたが、同月上旬にカイロの集会で支持者に演説していることなどから、逮捕の翌朝釈放されその後は拘束されていないとも指摘される一方、拘束説もあったが、逮捕後6月にムスリム同胞団の発砲により市民が死亡した事件について殺人教唆容疑でハイラト・シャーテル副団長とともに起訴がなされたものの逃亡したため、当局から身柄の捜索をされていた。8月20日に潜伏先のナスル・シティのアパートメントにおいて治安部隊により発見され、同じく潜伏していたユーセフ・タラートとともに身柄拘束を受けた。